# Cerastium novoguinense
Cerastium novoguinense là loài thực vật có hoa thuộc họ Cẩm chướng. Loài này được Gilli mô tả khoa học đầu tiên năm 1979.